# Leonardo Messina
Leonardo Messina (San Cataldo, 22 settembre 1955) è un mafioso e collaboratore di giustizia italiano, ha contribuito all'arresto di 200 mafiosi collaborando con il procuratore aggiunto Paolo Borsellino.

## Biografia
Soprannominato "Narduzzo", già a 19 anni venne denunciato per rissa. Diventato uomo d'onore della Famiglia di San Cataldo nel 1982, fu uomo di fiducia di Giuseppe "Piddu" Madonia (capo del mandamento di Vallelunga Pratameno e rappresentante mafioso della provincia di Caltanissetta) ma, nonostante le incriminazioni e le condanne per furto, rapina e traffico di stupefacenti e alcuni provvedimenti di soggiorno obbligato a suo carico, fu sempre considerato dagli inquirenti un esponente di secondo piano della mafia del nisseno.
Aprì una macelleria a San Cataldo e poi venne assunto come operaio nella miniera di Pasquasia ma nel 1984 venne arrestato per l'omicidio di uno spacciatore di droga nisseno, accusa per la quale venne condannato in primo grado a 16 anni di reclusione ma assolto definitivamente nel 1991. 
Tornato a svolgere la routine mafiosa (tra traffico di droga ed omicidi), nell'aprile del 1992, mentre stava preparando un agguato a San Cataldo durante la tradizionale "Scinnenza" del Venerdì Santo nei confronti di Cataldo Terminio, suo rivale nella corsa alla guida della Famiglia, fu arrestato e finì nuovamente in carcere. Temendo ritorsioni nei confronti dei suoi familiari e, come sostenne in seguito, forse spinto dal discorso della vedova dell'agente Vito Schifani ai funerali delle vittime di Capaci, chiese di incontrare l’allora capo della Squadra mobile di Caltanissetta Carmelo Casabona, al quale manifestò la sua intenzione di collaborare con la giustizia: venne perciò trasferito negli uffici romani del Servizio Centrale Operativo, dove il 30 giugno dello stesso anno infatti iniziò a deporre davanti ai giudici Paolo Borsellino e Vittorio Aliquò, all'ispettore Enrico Lapi e al dirigente Antonio Manganelli. Messina fornì informazioni utili per arrivare alla cattura di "Piddu" Madonia (che avvenne in Veneto il 6 settembre 1992) e poi, grazie alle sue dichiarazioni, fu possibile mettere in atto l'Operazione Leopardo, portata a termine nella notte del 17 novembre 1992 con 203 mandati di cattura per associazione a delinquere di stampo mafioso, estorsione e voto di scambio eseguiti tra Sicilia, Piemonte, Lombardia, Lazio e Calabria, nonché l'incriminazione di noti uomini politici, come gli onorevoli Rudy Maira, Silvio Coco e Gianfranco Occhipinti: l'operazione venne coordinata da Giovanni Tinebra, Procuratore capo della Repubblica presso il Tribunale di Caltanissetta, dai dirigenti dello SCO, Achille Serra ed Antonio Manganelli e dal questore di Caltanissetta Vittorio Vasquez.
Il 4 dicembre dello stesso anno, Messina venne sentito in audizione dalla Commissione Parlamentare Antimafia presieduta dall'onorevole Luciano Violante e fecero particolare scalpore le sue rivelazioni riguardanti i rapporti da lui intrattenuti con agenti del SISDE e l'esistenza di un piano di Cosa Nostra, in accordo con imprecisate forze politiche, mirato alla secessione dell'Italia.
Fu il primo collaboratore di giustizia a mettere a verbale il nome di Giulio Andreotti come referente politico di Cosa Nostra e fu anche l'unico a sostenere che il senatore a vita fosse stato "punciuto", cioè formalmente affiliato all'organizzazione mafiosa; fu anche il primo collaboratore a parlare della cosiddetta "Stidda" (concorrente di Cosa Nostra nella Sicilia meridionale) e dell'esistenza di un sistema di spartizione degli appalti pubblici in Sicilia tra grandi imprese e cosche mafiose (il cosiddetto "tavolino" o "sistema Siino"). Rese anche importanti ed inquietanti rivelazioni sulla Massoneria deviata e i suoi rapporti con Cosa Nostra, nonché sulla formazione della Lega Nord, da lui indicata come "creatura di Andreotti, Miglio e della Massoneria".

## Nella cultura di massa
Leonardo Messina compare in alcune sequenze del film Il divo (2008), in cui è interpretato dall'attore siciliano Natale Russo, ed anche nella miniserie televisiva Paolo Borsellino - I 57 giorni (2012), impersonato da Giovanni Calcagno.